# Aragoto Centro
Aragoto Centro es un caserío peruano ubicado en el distrito de Ayabaca, perteneciente a la provincia homónima del departamento de Piura, al norte del Perú. 

## Ubicación
Aragoto Centro se ubica al noreste de la provincia de Ayabaca, en el distrito de Ayabaca, en el departamento de Piura.

## Demografía
En 2017 Aragoto Centro tenía una población de 146 habitantes.
| Gráfica de evolución demográfica de Aragoto Centro entre 1993 y 2017 |
|                                                                      |
| Fuentes: Población 1993 (junto con Linderos de Aragoto) y 2017       |